# Gabinet Wojskowo-Historyczny
Gabinet Wojskowo-Historyczny (ros. Военно-исторический кабинет) – kolaboracyjna grupa wyższych oficerów Armii Czerwonej w obozie jenieckim w Hammelburgu podczas II wojny światowej.
W oflagu XIII-D w Hammelburgu została zebrana grupa jeńców wojennych – wyższych wojskowych Armii Czerwonej, którą nazwano Gabinetem Wojskowo-Historycznym. Na jej czele stanął płk Zacharow, zaś członkami byli m.in. kombrig Michaił W. Bogdanow – były dowódca artylerii VIII Korpusu Strzeleckiego, kombrig Andriej N. Sewastianow – były dowódca artylerii 226 Dywizji Strzeleckiej, płk Nikołaj S. Szatow – były zastępca dowódcy artylerii 56 Armii, ppłk G. S. Wasiliew – b. szef 3 topograficznego oddziału sztabu 6 Armii, ppłk Jurow – dowódca jednego z pułków artylerii ciężkiej, kombrig Borys M. Dworkin – dowódca 241 Pułku Strzeleckiego. Ogółem Gabinet liczył ponad 20 sowieckich oficerów od stopnia majora wzwyż. Do ich zadań należało spisanie historii działań wojskowych jednostek, w których służyli. Miało to służyć Niemcom w rozpracowywaniu strategii, taktyki i organizacji Armii Czerwonej. Członkowie grupy otrzymali specjalny status wśród pozostałych jeńców wojennych, m.in. otrzymywali większe porcje jedzenia. Ich działalność trwała do wiosny 1943 roku, kiedy przeniesiono ich do Norymbergi. Wojskowi pracowali w miejscowej fabryce zabawek. Część oficerów wstąpiła do Rosyjskiej Armii Wyzwoleńczej (ROA). Część przerwała współpracę z Niemcami, zostali zesłani do obozu koncentracyjnego.